# Specijalne snage Ujedinjenog Kraljevstva
Specijalne snage Ujedinjenog Kraljevstva (eng.: United Kingdom Special Forces, UKSF) je uprava britanskog Ministarstva obrane koja je zadužena za osiguravanje zapovjedništva združenih namjenskih specijalnih snaga. Specijalne snage Ujedinjenog Kraljevstva čini 22. pukovnija specijalne zračne službe (22 SAS), Specijalna pomorska služba (Special Boat Service), Specijalna izvidnička pukovnija (Special Reconnaissance Regiment), Grupa za potporu specijalnih snaga, 18. pukovnija veze, Združeno zrakoplovno krilo specijalnih snaga.
Zapovjednik Specijalnih snaga je ravnatelj specijalnih snaga (Director Special Forces, DSF).

## Ustroj
- Britanska vojska
  - 22. pukovnija specijalne zračne službe (22nd Special Air Service Regiment, 22 SAS)
    - eskadron A
    - eskadron B
    - eskadron D
    - eskadron G

  - Specijalna izvidnička pukovnija (Special Reconnaissance Regiment)
  - 1. brigada za obavjesti, nadzor i izviđanje (1st Intelligence, Surveillance and Reconnaissance Brigade)
  - 21. pukovnija specijalne zračne službe, pričuva (21st Special Air Service Regiment)
  - 23. pukovnija specijalne zračne službe, pričuva (23rd Special Air Service Regiment)
  - Kraljevski zbor veze (Royal Corps of Signals)
    - 18. pukovnija veze

- Kraljevska ratna mornarica
- Kraljevski Marinci
  - Specijalna pomorska služba (Special Boat Service, SBS)
    - eskadron C
    - eskadron M
    - eskadron X
    - eskadron Z

  - Specijalna pomorska služba, pričuva (Special Boat Service)

- Zajedničke postrojbe
  - Grupa za potporu specijalnih snaga (Special Forces Support Group)
    - Satnija A
    - Satnija B
    - Satnija C
    - Satnija D
    - Satnija F
    - Satnija G
    - Satnija za potporu (Support Company)

  - Združeno zrakoplovno krilo specijalnih snaga (Joint Special Forces Aviation Wing)
    - Eskadrila br. 7 (No. 7 Squadron) (Kraljevsko ratno zrakoplovstvo)
    - Eskadrila br. 658 (No. 658 Squadron) (Vojni zračni zbor, Britanska vojska)

  - 47. Eskadrila specijalnih snaga (Special Forces Flight 47 Squadron) (Kraljevsko ratno zrakoplovstvo)

## Ravnatelji
| Ravnatelj                          | Razdoblje     |
| ---------------------------------- | ------------- |
| Brigadni general Michael Wilkes    | 1986. – 1987. |
| Brigadni general Michael Rose      | 1988. – 1989. |
| Brigadni general Jeremy Phipps     | 1989. – 1993. |
| Brigadni general Cedric Delves     | 1993. – 1996. |
| Brigadni general John Sutherell    | 1996. – 1999. |
| Brigadni general John Holmes       | 1999. – 2001. |
| Brigadni general Graeme Lamb       | 2001. – 2003. |
| Brigadni general Jonathan Shaw     | 2003. – 2006. |
| Brigadni general Adrian Bradshaw   | 2006. – 2009. |
| General bojnik Jacko Page          | 2009. – 2012. |
| General bojnik Mark Carleton-Smith | 2012. – 2015. |
| General bojnik James Chiswell      | 2015. – 2018. |

## Poveznice
- Snage za specijalne operacije (Rusija)
- Zapovjedništvo za specijalne operacije (Francuska)
- Zapovjedništvo za specijalne operacije (SAD)
- Zapovjedništvo specijalnih snaga OSRH

## Vanjske poveznice
- YouTube: Britanske specijalne snage